# Sydney Pierrepont, III conte Manvers
Sydney William Herbert Pierrepont, III conte Manvers (Nottingham, 12 marzo 1826 – Nottingham, 16 gennaio 1900), è stato un politico, militare e nobile inglese.

## Biografia
Sydney era figlio di Charles Pierrepont, II conte Manvers. Educato a Eton, Pierrepont entrò nel Christ Church di Oxford nel 1843 ed ottenne il Bachelor of Arts nel 1846. Contemporaneamente divenne primo tenente negli Nottinghamshire Yeomanry Cavalry (Sherwood Rangers) nel 1844.
Pierrepont ottenne il titolo di visconte Newark alla morte del fratello maggiore nel 1850. Nel 1851, ottenne il grado di capitano negli South Nottinghamshire Yeomanry Cavalry, e nel 1852, venne eletto quale parlamentare nelle file dei conservatori per la circoscrizione elettorale di South Nottinghamshire. Divenne vice luogotenente del Nottinghamshire nel 1854. Il visconte Newark continuò a sedere in parlamento per South Nottinghamshire sino al 1860, quando succedette al padre nel titolo di conte Manvers. Venne nominato tenente colonnello del suo reggimento di Yeoman nel 1868, e fu colonnello onorario di tale reggimento dal 1879.

## Matrimonio e figli
Sposò Georgine Jane Elizabeth Fanny de Franquetot, figlia secondogenita del militare francese Auguste-Gustave de Franquetot, III duca di Coigny, nel 1852. La coppia ebbe cinque figli:
- Emily Annora Charlotte Pierrepont (16 marzo 1853 – 11 maggio 1935), sposò Frederick Lygon, VI conte Beauchamp nel 1878
- Charles William Sydney Pierrepont, IV conte Manvers (1854–1926)
- Evelyn Henry Pierrepont (1856–1926), sposò Sophia Arkwright. Il loro figlio primogenito divenne sesto conte Manvers.
- Henry Sydney Pierrepont (1863–1883)
- Mary Augusta Pierrepont (1865–1917), sposò John Peter Grant nel 1899